# Bernardica Juretić
Bernardica Juretić, née le 18 août 1963 à Srijane, est une psychologue, humanitaire et femme politique croate.
Elle est ministre de la Politique sociale et de la Jeunesse de Croatie entre le 22 janvier et le 19 octobre 2016.